# Luis de Onís

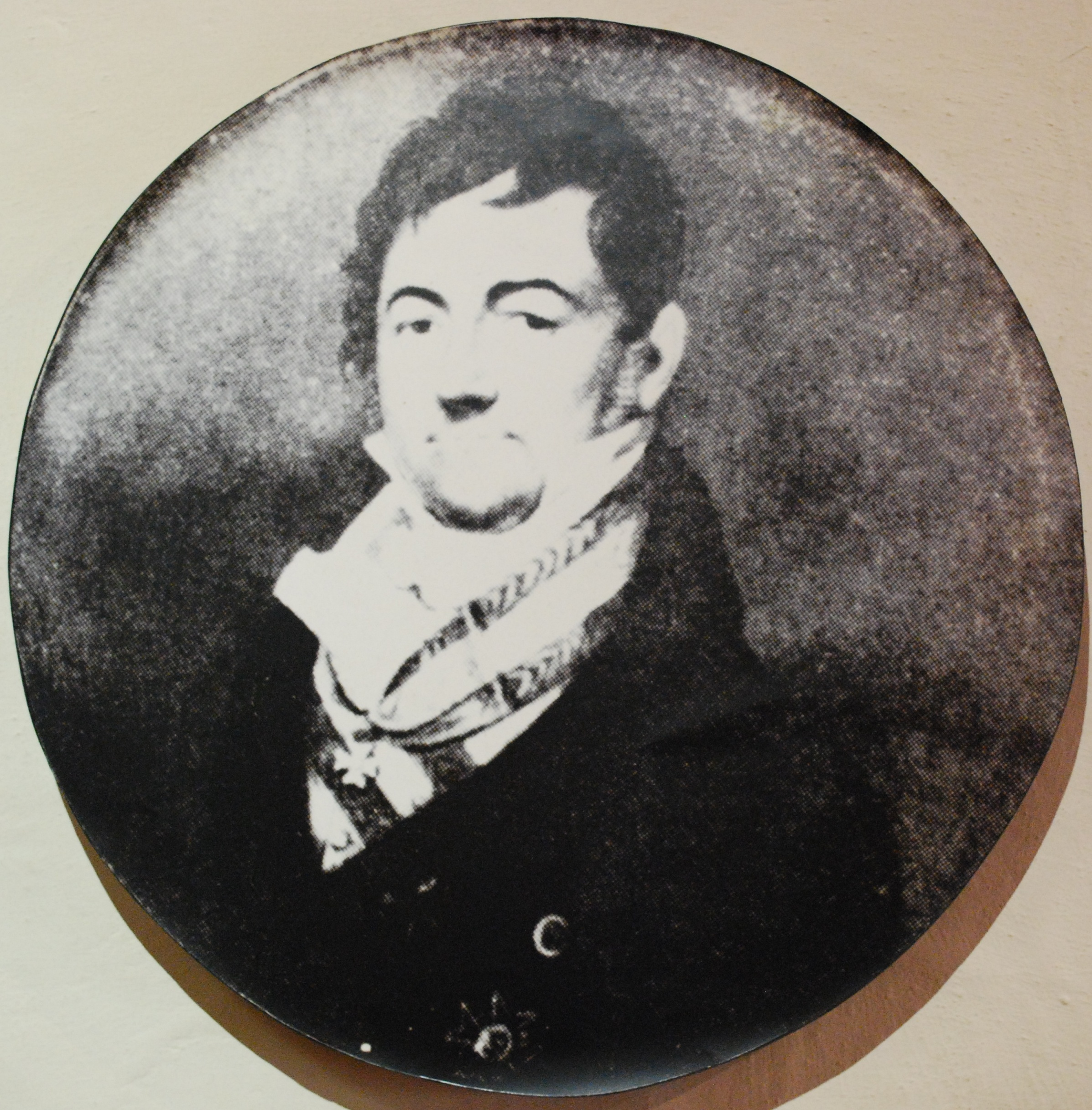
Luis de Onis.

Luis de Onis (spanska Don Luis de Onís y González y Vara), född kring 1762 i Cantalapiedra Salamancaprovinsen, död 1827 i Madrid, var en spansk diplomat. Onis ledde de spanska förhandlingarna kring Floridaköpet 1819.

## Biografi
Luis de Onis kom från en diplomatfamilj och utbildade sig i juridik vid "Universitetet i Salamanca" och följde sedan fadern in i diplomatin. Han inträdde i spansk tjänst och blev 1780 sekreterare till sin farbror Don José de Onis som var ambassadör i Kungariket Sachsen. Onis stannade i Sachsen till 1798 då han utnämndes till medarbetare i Statsministeriet (Oficial de la Primera Secretaría de Estado) i Madrid.
Den 9 augusti 1788 gifter sig Onis i Dresden med tyska Federika Christina von Mercklein, paret fick tre barn, sonen Mauricio och döttrarna Narcisa och Clementina.
1809 utsågs Onis till Spaniens Utrikesminister i USA och flyttade till Washington, D.C.. Hans diplomatstatus erkändes dock inte till en början av USA under president James Madison på grund av den politiska bilden under Spanska självständighetskriget (1808-1814) då Napoleon I i juli 1808 hade utsett sin bror Joseph Bonaparte till kung av Spanien. Under denna period skrev Onis under pseudonymen "Verus" flera pamfletter i syfte att rättfärdiga Spaniens intresse i Nordamerika och protestera mot de amerikanska framstötarna mot Pensacolaområdet och delar av Florida. Efter att Ferdinand VII av Spanien återinstallerats 1814 ansökte Onis på nytt om diplomatiskt erkännande vilket till slut beviljades i december 1815.
1819 återvände Onis återvände till Spanien för att ratificera Floridaköpet. Han utsågs sedan till spansk representant (Ministro Plenipotenciario) i Kungariket Neapel och därefter till representant i Storbritannien. 1823 återkallades Onis till Madrid.
Under 1827 avlider Onis i Madrid.

## Floridaköpet

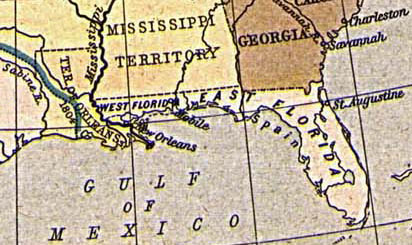
Områdena i Floridaköpet.

Spanien brottades med politiska problem i Centralamerika och fruktade dessutom en oundviklig förlust av Florida till följd av USA:s territoriella expansion. Gränsen mellan USA och spanska Mexiko kring Florida och Texas var oklar efter Louisianaköpet och USA hade redan 1810 annekterat västra Florida.
Kung Ferdinand VII av Spanien uppdragade då Onis att förhandla med USA och förhandlingar med John Quincy Adams inleddes i början av 1819. Avtalet undertecknades den 22 februari men territoriet överlämnades först vid en ceremoni den 22 februari 1821. Arealen omfattade cirka 137 375 km² och övergångssumman var cirka 5 miljoner dollar.